# طارق كيال
طارق بن عبد الرحمن بن درويش كيال، لاعب كرة قدم سعودي سابق.ومشرف سابق بالمنتخب السعودي والنادي الأهلي، وُلد عام 1378هـ، في مدينة جدة غرب السعودية.
طارق كيال كان لاعب وسط في النادي الأهلي قرابة الخمس سنوات ولكنه ترك بصمة كبيرة بمساهمته في تحقيق عدد من البطولات الكبيرة.
وهو من عائلة رياضية معروفة، بل واتحادية أيضاً؛ إذ أن اشقائه غازي كيال وعبدالجليل كيال وعبدالرؤوف كيال وابن عمه عبدالمجيد كيال سبق أن لعبوا للاتحاد.
ولكن طارق ارتدى قميص النادي الاهلي بطلب من الأمير عبدالله الفيصل رحمه الله حينما برزت موهبته في الحواري، حيث ذهب لوالده واقنعه بالانتقال لصفوف القلعة الأهلاوية.

## مسيرته الكروية
بدأ كيال مسيرته الكروية عام 1394هـ، وكان النادي الأهلي في فترة التسعينات الهجرية هو المتسيد للبطولات ويملك أفضل اللاعبين والنجوم إلا أن ذلك لم يمنع صاحب الـ17 عاماً في أن يشارك ضمن التشكيلة الاساسية للفريق الملكي.
وشارك إلى جوار أمين دابو وأحمد الصغير، وطارق ذياب، ومعتمد الخوجلي، والجندوبي، ورواس، وصمدو، وقائمة طويلة من أسماء النجوم الذين كتبوا تاريخ الأهلي الحقيقي.
وكان كيال يلعب في فرق الناشئين والشباب والأول في عام واحد، وهو ما يدلل على موهبته الفذة التي سحرت المدرب البرازيلي ديدي والذي كان يرى فيه لاعب الوسط المميز والأفضل في الساحة السعودية.
وترك طارق بصمة كبيرة في تاريخ الاهلي بتحقيقه لخمس بطولات، قبل أن يغادر للدراسة في أمريكا عام 1980م ولكن حبه للأهلي جعله يعود عام 1984م ليشغل منصب عضو في مجلس إدارة النادي تحت رئاسة الدكتور عبد الرزاق أبو داود.
عمل في النادي الأهلي في عدة مناصب بفترات مختلفة كما عمل عام 2011م ضمن مجلس إدارة الاتحاد السعودي لكرة القدم.

## أعماله الإدارية
- مدير عام شركة الإتصالات السعودية بمحافظة جدة.
- عضو في مجلس إدارة النادي الأهلي 1984م-1986م.
- المشرف العام على الفريق الأول لكرة القدم بالنادي الأهلي 2003م-2004م.
- الرئيس التنفيذي لهيئة أعضاء الشرف بالنادي الأهلي 2006م-2008م.
- رئيس بعثة منتخب المملكة لكرة القدم 2009م في مواجهة البحرين في التصفيات الآسيوية النهائية لكأس العالم 2010م.
- عضو مجلس إدارة الاتحاد السعودي لكرة القدم 2011م-2013م.
- المشرف العام على الفريق الأول لكرة القدم بالنادي الأهلي 2010م-2013م.
- المشرف العام على الفريق الأول لكرة القدم بالنادي الأهلي 2016م-2016م.
- المشرف العام على المنتخب السعودي الأول لكرة القدم 2017م-2017م.
- نائب رئيس مجلس إدارة النادي الأهلي 2018م-2018م.
- المشرف العام على الفريق الأول لكرة القدم بالنادي الأهلي 2020م-2021م.

## إنجازاته

### كلاعب مع الأهلي
- كأس المصيف 1974/75م.
- كأس الملك 1976/77م.
- الدوري السعودي 1977/78م.
- كأس الملك 1977/78م.
- كأس الملك 1978/79م.

### كإداري مع الأهلي
- الدوري السعودي 1983/84م.
- كأس الأندية الخليجية أبطال الدوري 1984/85م.
- كأس الأندية العربية 2002/03م.
- كأس الاتحاد السعودي 2006/07م.
- كأس ولي العهد 2006/07م.
- كأس خادم الحرمين الشريفين 2010/11م.
- كأس خادم الحرمين الشريفين 2011/12م.
- الدوري السعودي 2015/16م.
- كأس خادم الحرمين الشريفين 2015/16م.

### كإداري مع المنتخب السعودي
- التأهل لنهائيات كأس العالم 2018م في روسيا.